# Peček
Peček je priimek več znanih Slovencev:
- Bojan Peček (1890—1959), igralec in operni pevec
- Bojan Peček, novinar (TV)
- Darja Senčur Peček (*1965), pravnica, prof. UM
- Dušan Peček, publicist (Odkrivajmo in izkusimo Slovenijo-Interaktivni atlas Slovenije)
- Mojca Peček Čuk (*1962), pedagoginja, univ. prof. (PEF UL)
- Stane Peček (1937—2022), pisatelj, glasbenik, zborovodja, scenarist
- Tomislav Peček (*1963), častnik (podpolkovnik) SV